# Göfis
Göfis est une commune autrichienne du district de Feldkirch dans le Vorarlberg.